# Maksimir
Maksimir Zágráb városnegyede Horvátországban, a főváros középkeleti részén.

## Fekvése
Zágráb városközpontjának északkeleti részén fekszik. Nyugaton a város központi negyedei, a Donji Grad (Alsóváros) és a Gornji Grad (Felsőváros) – Medveščak, északról a Podsljeme, keletről Donja Dubrava és Gornja Dubrava, délről pedig a Peščenica – Žitnjak városnegyed  határolja.
A negyed déli, többnyire sík része, amely délnyugatra a Zvonimirova utcáig és Nova Branimirováig, illetve a délkeleten a vasútig nyúlik le erősen városiasodott és fejlett úthálózattal van összekapcsolva azokkal az utakkal, amelyek az északkeleti városi és külvárosi területeket összekötik a városközponttal. A térség főbb forgalmas útvonalai kelet-nyugati irányban a Maksimirska cesta, a Zvonimirova és a Petrova utcák, míg észak-déli irányban a Mandlova utca, a Gojka Šuška sugárút, a Svetošimunska és a Bukovačka utcák.
Viszonylag széles és beépítetelen síkvidéki terület terül el Medvednica lejtőitől a Maksimir-erdő keleti oldalán a Ravnica területe felé, rendkívül tiszta kilátást nyújtva a Medvednica lábától, ugyanakkor lehetővé téve a friss hegyi levegő beáramlását a sűrűn lakott területre.
A negyed északi része a Medvednica lábának mentén húzódik, ahol a terület lakott részei összefonódnak az egykor hatalmas erdő maradványaival.
Maksimir településrészei: Maksimir, Laščina, Rebar, Ravnice, Bukovac és Remete.

## Története
A városnegyed legősibb része a Medvednica lejtőin fekvő régi település Remete. Itt már azelőtt sokszínű, pezsgő élet folyt, mielőtt ez a terület belváros szerves részévé vált volna. A neves zágrábi horvát író és újságíró Zvonimir Milčec így ír erről az ősi városrészről: „A Remetei Szűzanya temploma több mint hétszáz éves és egykor a legnagyobb szentély volt Észak-Horvátországban, nagyobb és fontosabb, mint Máriabeszterce.”  Remete múltjának kutatói beszámoltak arról, hogy a Zágráb központjától körülbelül öt kilométerre északkeletre elhelyezkedő település eredete összefügg az itteni rövid, de gyönyörű völgy területén épült pálos kolostor 13. századi alapításával.
A Remete név az eremita (remete) középkori latin szóból származik, amelyet a kolostor alapítóiról, a Remete Szent Pál rendjének tagjairól kapott. A remetei gótikus templomot a 18. században barokk stílusban építették át. Az 1880-as földrengést követő helyreállítási munkák során megsemmisültek az itt eltemetett horvát hűbérurak (Zrínyi Pál, Karlovics János, Alapy Gáspár) sírjai. A templom a 18. századból származó freskók maradványait, fogadalmi festmények sorozatát, valamint a 15. századból származó, fából készült gótikus Szűz Mária szobrát őrzi. A pálos rend 1786-os feloszlatása után a barokk remetei kolostor lett az egyházközség székhelye. Ma karmelita kolostorként működik. A plébániahivatalban található remetei általános iskolát 1859-ben alapították, és tíz évvel később kapta meg ezt az épületet.
1787-ben az akkor újonnan kinevezett zágrábi püspök, Maksimilijan Vrhovec úgy döntött, hogy a püspöki birtokon lévő, Zágrábtól keletre eső hatalmas tölgyes erdőt nagy parkká alakítja. Vrhovec a park sétányának a park bejáratától a dombon levő kilátópontig történő kialakításával megvalósította elképzelését, létrehozva Délkelet-Európa egyik legnagyobb és legszebb parkját. A Maksimir Park nevét már 1791-ben megemlítették, bár a parkot csak három évvel később nyitották meg. Vrhovec elképzelését végül egyik utódja, Juraj Haulik bíboros zágrábi érsek valósította meg teljes mértékben 19. század közepén. Az ő útmutatásainak és kéréseinek megfelelően bécsi építészek tervezték meg a parkot  Haulik 1869-es halála után sajnálatos módon több kilátó, pavilon, kunyhó, pihenőhely, szobrok, kertek és a régi Maksimir egyéb látnivalói fokozatosan eltűntek.
Maksimir területe csak 1902-ben került Zágráb város határain belülre. Az erős, régóta kialakult kapcsolatoknak köszönhetően nagyon gyorsan integrálódott a város területébe.
Az 1945 és 1952 közötti időszakban a mai városrész területének nagy része az akkori Zágráb III. kerületének részét képezte. A mai Maksimir néhány részét azonban csak ebben az időszakban csatolták fokozatosan Zágráb városához.

## Nevezetességei
- A 18. század végén Maksimirban vadasparkot alapítottak. 1925-ben a Labuđi-szigeten az első maksimiri tó közepén megalapították a mai Állatkertet. Ez volt az első állatkert Európának ezen a részén. Mindez közvetlenül Mijo Filipović építészmérnöknek köszönhető, akit a város akkori polgármestere Vjekoslav Heinzel bíztott meg a Maksimir park rendezésével.
- A Maksimir park déli peremén található a Maksimir Stadion – a zágrábi és a horvát sportélet, elsősorban a futball kultuszhelye. Az első stadiont ezen a helyen majdnem száz évvel ezelőtt – 1912-ben építették. A számos nemzetközi labdarúgó-mérkőzésnek és más jelentős sporteseményeknek köszönhetően, amelyeket évtizedek óta tartanak itt, a Maksimir neve világhírű lett.

## Kultúra
Remete lakói a 20. század eleje óta őrzik szervezetten környékük népi hagyományait. Már 1908-ban megalapították a „Podgorec” énekkart. 1920-ban létrehozták a „Frankopan” Remete – Bukovac népi énekes társaságot.

## Oktatás
- A. G. Matoš Általános Iskola
- Vladimir Nazor Általános Iskola
- August Harabašić Általános Iskola

## Sport
A GNK Dinamo Zagreb labdarúgóklubot 1911. április 26-án alapították Gradjanski néven, bár hivatalosan 1945. június 5-ét tekintik az alapítás dátumának, ugyanis akkor egyesült a HASK-kal és a Concordiával. Ettől kezdve, egészen 1991. június 26-ig Dinamo néven szerepelt az egyesület, majd 1993-ig HASK Gradjanskinak hívták, 2000-ig Croatia Zagreb néven szerepelt, végül újra felvette a Dinamo nevet. Az utolsó névváltoztatásra 2011-ben került sor, amikor is a "Gradjanski" visszakerült a nevükbe, ezóta GNK Dinamo Zagreb a csapat neve. A csapat otthona a 37168 férőhelyes Maksimir Stadion.